# Uren, dagen, maanden, jaren
Uren, dagen, maanden, jaren is een Nederlands lied dat vaak gezongen wordt bij kerkdiensten op Oudejaarsavond. De tekst, geschreven door Rhijnvis Feith, verscheen voor het eerst onder de titel Nieuwjaars-lied in het tweede deel van zijn Proeve van eenige gezangen voor den openbaaren godsdienst (1805). In 1813 werd het lied opgenomen in de bundel Evangelische Gezangen. De melodie komt oorspronkelijk van het 18e-eeuwse Hernhuttergezang O gesegnetes Regieren.

## Geschiedenis
Dat het lied ondanks het opschrift Nieuwjaars-lied toch met oudejaarsdag verbonden is geraakt, heeft vermoedelijk een praktische reden. Toen Feiths gezangenbundel in 1805 voltooid werd, bestond het fenomeen van de kerkdienst op Oudejaarsavond nog niet. Deze werd pas in 1817 door de synode – sinds de overheid in 1816 een kerkorde had opgelegd een nationaal bestuursorgaan – ingesteld. Men vond het een geschikt moment voor nadere bezinning. Diensten op Nieuwjaar werden al langer gehouden, omdat dit de dag van Jezus' besnijdenis en naamgeving was. Voor Oudjaar had men nog geen specifieke gezangen, en kennelijk vond men Feiths lied ook voor die gelegenheid geschikt.
Aan Uren, dagen, maanden, jaren wordt vaak gerefereerd in de Nederlandse populaire cultuur. In het lied Oudejaarsavond-brief van den verloren zoon in Indië aan zijn moeder, geschreven voor acteur en komiek Cor Ruys, verwerkte schrijver M.H. du Croo zowel de melodie als de beginregels:
Moeder, uit m’n eenzaamheidje

Schrijf ik jou vanavond maar,

Want wie kan ik beter schrijven:

’t Is vanavond ouwejaar...

"Uren, dagen, maanden, jaren"

Draait nou op m’n gramofoon,

En ik voel me nou vanavond

Net als vroeger weer je zoon.— M.H. du Croo, Oudejaarsavond-brief van den verloren zoon in Indië aan zijn moeder
Cabaretier Wim Kan begon zijn Oudejaarsconferences steevast met de melodie van het lied, gespeeld door pianist Ru van Veen. De beroemde beginregels haalden zelfs het woordenboek (onder 'schaduw').

## Oorspronkelijke tekst
De oorspronkelijke tekst luidde als volgt:
 1. Uuren, dagen, maanden, jaaren,

‍Vliegen als een schaduw heên.

Ach! wij vinden, waar wij staaren,

Niets bestendigs hier beneên!

Op den weg, dien wij betreden,

Staat geen voetstap, die beklijft:

‍Al het heden wordt voorleden,

Schoon ‘t ons’ toegerekend blijft!

2. Voorgeslachten kwijnden heenen,

En wij bloeien op hun graf;

Ras zal ‘t nakroost ons beweenen.

‘t Menschdom valt als blaadren af.

‘t Stof, door eeuwen saamgelezen,

Houdt het zelfde graf bewaard.

Buiten U, ô eeuwig Wezen!

Ach! wat was de mensch op aard!

3. Maar door U aan ‘t niet onttoogen,

Liet uw gunst hem niet alleen.

Godlijk Licht omscheen zijne oogen,

En zijn nietigheid verdween.

Onder uw Genadeleiding

Wordt hem deeze levensbaan

Slechts ontwikkling, voorbereiding

Tot eeu eindeloos bestaan.
4. Dat de tijd hier ‘t al verover’,

Aan geen tijdperk hangt mijn lot.

Gij, Gij blijft mij altijd over,

Gij blijft eindeloos mijn God.

Welk een ramp mij hier ook nader,

‘k Vind ln U mijn rustpunt weêr.

Gij blijft in uw’ Zoon mijn Vader,

Wat verander’, wat verkeer’.

5. Vader, onder al mijn nooden,

Vader, onder heil en straf,

Vader, ook in ‘t rijk der dooden,

Vader, ook in ‘t zwijgend graf.

Waar ik ooit verandring schouwe,

Gij , ó God ! houdt eeuwig stand.

Ook mijn stof rust op uw trouwe,

Sluimert in uw vaderhand!

6. Snelt dan, jaaren, snelt vrij heenen

Met uw blijdschap en verdriet.

Welk een ramp ik moog beweenen,

God, mijn God, verandert niet.

Blijft mij alles hier begeven;

Voortgeleid door zijne hand,

Schouw ik uit dit nietig leven

In mijn eeuwig Vaderland.